# Lucas Castromán
Lucas Martín Castromán (Luján, 2 ottobre 1980) è un ex calciatore argentino, di ruolo centrocampista.

## Carriera

### Gli inizi: Vélez Sarsfield
Cominciò la sua carriera professionale con il Vélez Sarsfield il 17 febbraio 1998, nella stessa partita in cui debuttò Maximiliano Estévez. Nel club disputò molte partite giocando come centrocampista centrale o centrocampista di fascia (destra e sinistra), con i bianco-blu Castromán totalizzò 68 presenze e 5 reti.

### L'arrivo alla Lazio
Nel mercato invernale della stagione 2000-2001 passa alla Lazio, firmando un contratto che lo lega alla società biancoceleste fino al 2004. Qui entra nei cuori dei tifosi per un gol decisivo nella partita contro la Roma segnando al 95' minuto di un derby (2-2), mentre i giallorossi erano in vantaggio per 2-1. Oltre al gol nella stracittadina realizzò altre 3 reti nei successivi 2 anni, totalizzando 37 presenze con la maglia delle Aquile.

### La breve parentesi all'Udinese
Nell'estate 2003 la Lazio decise di mandarlo in prestito, fu così che passò all'Udinese dove ha militato fino al termine della stagione 2003-2004. Con i bianconeri friulani totalizzò 20 presenze e 1 gol, proprio contro la Lazio.

### Il ritorno al Vélez
Nell'estate 2004 tornò al Vélez e vinse il torneo di Clausura nel 2005 (titolo che mancava al Velez da ben 8 anni). Con il club argentino realizzò 38 presenze e 13 reti in 3 anni.

### Club América e Boca Juniors
Nel luglio 2007, dopo divergenze con il tecnico Ricardo Lavolpe, si trasferì al Club América firmando un accordo per 3 anni, ma alla fine del campionato 2007-2008 Castromán passò in prestito al Boca Juniors con cui giocò la sola partita contro il Gimnasia (J) in cui fu rimpiazzato da Ricardo Noir all'inizio del secondo tempo.

### Racing Avellaneda
Alla fine del torneo di Clausura 2008 il club non gli rinnovò il contratto; tornò dunque al Club América, ma sul finire del calciomercato per il campionato di Apertura 2009 trovò l'accordo con il Racing Avellaneda, con il quale segnò durante quella stagione 2 gol, di cui uno al Boca Juniors. Nel 2010 chiuse col calcio all'età di circa 30 anni.

## Statistiche

### Cronologia presenze e reti in nazionale
| Cronologia completa delle presenze e delle reti in nazionale ― Argentina | Cronologia completa delle presenze e delle reti in nazionale ― Argentina | Cronologia completa delle presenze e delle reti in nazionale ― Argentina | Cronologia completa delle presenze e delle reti in nazionale ― Argentina | Cronologia completa delle presenze e delle reti in nazionale ― Argentina | Cronologia completa delle presenze e delle reti in nazionale ― Argentina | Cronologia completa delle presenze e delle reti in nazionale ― Argentina | Cronologia completa delle presenze e delle reti in nazionale ― Argentina |
| Data                                                                     | Città                                                                    | In casa                                                                  | Risultato                                                                | Ospiti                                                                   | Competizione                                                             | Reti                                                                     | Note                                                                     |
| ------------------------------------------------------------------------ | ------------------------------------------------------------------------ | ------------------------------------------------------------------------ | ------------------------------------------------------------------------ | ------------------------------------------------------------------------ | ------------------------------------------------------------------------ | ------------------------------------------------------------------------ | ------------------------------------------------------------------------ |
| 20-12-2000                                                               | Los Angeles                                                              | Argentina                                                                | 2 – 0                                                                    | Messico                                                                  | Amichevole                                                               | -                                                                        |                                                                          |
| 30-4-2003                                                                | Tripoli                                                                  | Libia                                                                    | 1 – 3                                                                    | Argentina                                                                | Amichevole                                                               | -                                                                        | 46’                                                                      |
| 8-6-2003                                                                 | Osaka                                                                    | Giappone                                                                 | 1 – 4                                                                    | Argentina                                                                | Kirin Cup 2003                                                           | -                                                                        | 36’                                                                      |
| 11-6-2003                                                                | Seul                                                                     | Corea del Sud                                                            | 0 – 1                                                                    | Argentina                                                                | Amichevole                                                               | -                                                                        | 82’                                                                      |
| 9-3-2005                                                                 | Los Angeles                                                              | Argentina                                                                | 1 – 1                                                                    | Messico                                                                  | Amichevole                                                               | -                                                                        | 46’                                                                      |
| Totale                                                                   |                                                                          | Presenze                                                                 | 5                                                                        |                                                                          | Reti                                                                     | 0                                                                        |                                                                          |

## Palmarès

### Club

#### Competizioni nazionali
- Campionato argentino: 2

Vélez Sarsfield: 1997-1998, 2004-2005

#### Competizioni internazionali
- Recopa Sudamericana: 1

Boca Juniors: 2008

### Nazionale
- Campionato sudamericano Under-20: 1

1999